# Magoar
Magoar é uma comuna francesa na região administrativa da Bretanha, no departamento de Côtes-d'Armor. Estende-se por uma área de 7,79 km². Em 2010 a comuna tinha 89 habitantes (densidade: 11,4 hab./km²).